# Lasha Odisharia
Lasha Odisharia (in georgiano ლაშა ოდიშარია?; Mart'vili, 23 ottobre 2002) è un calciatore georgiano, attaccante dell'RFS Riga.

## Carriera

### Club
Cresciuto nel settore giovanile della Dinamo Tbilisi, nel 2021 è stato ceduto in prestito al Merani Mart'vili dove ha debuttato il 2 marzo 2021 nell'incontro di Erovnuli Liga 2 (seconda divisione georgiana) perso 3-0 contro il Gagra. Rientrato a Tbilisi, ha debuttato nella prima divisione del campionato georgiano il 2 ottobre nell'incontro pareggiato 0-0 contro il T'orp'edo Kutaisi.
Il 22 gennaio 2024 è stato ceduto a titolo definitivo all'RFS Riga, club della prima divisione lettone.

### Nazionale
Ha giocato con la nazionale georgiana Under-21.

## Statistiche

### Presenze e reti nei club
Statistiche aggiornate al 7 giugno 2025.
| Stagione              | Squadra               | Campionato            | Campionato | Campionato | Coppe nazionali | Coppe nazionali | Coppe nazionali | Coppe continentali | Coppe continentali | Coppe continentali | Altre coppe | Altre coppe | Altre coppe | Totale | Totale | Totale |
| Stagione              | Squadra               | Comp                  | Pres       | Reti       | Comp            | Pres            | Reti            | Comp               | Pres               | Reti               | Comp        | Pres        | Reti        | Pres   | Reti   |        |
| --------------------- | --------------------- | --------------------- | ---------- | ---------- | --------------- | --------------- | --------------- | ------------------ | ------------------ | ------------------ | ----------- | ----------- | ----------- | ------ | ------ | ------ |
| 2021                  | Merani Mart'vili      | EL2                   | 10         | 1          | CG              | 0               | 0               | -                  | -                  | -                  | -           | -           | -           | 10     | 1      |        |
| 2023                  | Dinamo Tbilisi 2      | EL2                   | 14         | 2          | -               | -               | -               | -                  | -                  | -                  | -           | -           | -           | 14     | 2      |        |
| 2022                  | Dinamo Tbilisi        | EL                    | 7          | 1          | CG              | 3               | 0               | -                  | -                  | -                  | -           | -           | -           | 10     | 1      |        |
| 2023                  | Dinamo Tbilisi        | EL                    | 20         | 2          | CG              | 2               | 1               | UCL+UECL           | 0+1                | 0                  | SG          | 1           | 0           | 24     | 3      |        |
| Totale Dinamo Tbilisi | Totale Dinamo Tbilisi | Totale Dinamo Tbilisi | 27         | 3          |                 | 5               | 1               |                    | 1                  | 0                  |             | 1           | 0           | 34     | 4      |        |
| 2024                  | RFS Riga-2            | 1L                    | 1          | 0          | -               | -               | -               | -                  | -                  | -                  | -           | -           | -           | 1      | 0      |        |
| 2024                  | RFS Riga              | VL                    | 23         | 2          | CL              | 3               | 0               | UCL+UEL+UECL       | 3+11               | 0+1                | -           | -           | -           | 40     | 3      |        |
| 2025                  | RFS Riga              | VL                    | 13         | 1          | CL              | 0               | 0               | -                  | -                  | -                  | -           | -           | -           | 13     | 1      |        |
| Totale carriera       | Totale carriera       | Totale carriera       | 88         | 9          |                 | 8               | 1               |                    | 15                 | 1                  |             | 1           | 0           | 112    | 11     |        |

## Palmarès

### Club

#### Competizioni nazionali
- Campionato georgiano: 1

Dinamo Tbilisi: 2022
- Supercoppa di Georgia: 1

Dinamo Tbilisi: 2023
- Campionato lettone: 1

RFS Riga: 2024
- Coppa di Lettonia: 1

RFS Riga: 2024